# Golf ai III Giochi olimpici giovanili estivi
Le gare di golf ai III Giochi olimpici giovanili estivi sono state disputate al Hurlingham Club di Buenos Aires dal 9 al 15 ottobre 2018.

## Podi
| Evento                | Oro                                              | Argento                           | Bronzo                                            |
| Individuale maschile  | Karl Vilips                                      | Akshay Bhatia                     | Jerry Ji                                          |
| Individuale femminile | Grace Kim                                        | Alessia Nobilio                   | Emma Spitz                                        |
| A squadre miste       | Thailandia Atthaya Thitikul Vanchai Luangnitikul | Stati Uniti Lucy Li Akshay Bhatia | Argentina Ela Anacona Mateo Fernandez de Oliveira |